# Jean-Baptiste van Loo
Jean-Baptiste van Loo (Aix-en-Provence, 14 de janeiro de 1684 - 19 de dezembro de 1745) foi um pintor retratista francês.

## Vida
Ele nasceu em uma família de artistas de origem neerlandesa. Junto com seu pai, Louis-Abraham van Loo, realizou seus primeiros trabalhos, principalmente na decoração pictórica de templos provençais.
Seu talento foi reconhecido precocemente pelo Príncipe de Carignan, que o enviou para Roma para aprimorar seus estudos artísticos sob a orientação de Benedetto Luti. Na Itália, realizou grandes obras, como os frescos de Santa Maria de Monticelli, e pintou quadros para a corte do Duque de Saboia em Turim. Posteriormente, mudou-se para Paris, onde foi eleito membro da "Académie Royale de Peinture et de Sculpture". Na capital francesa, produziu várias telas para retábulos e foi encarregado de restaurar as obras de Francesco Primaticcio em Fontainebleau.
Em 1737, Jean-Baptiste partiu para a Inglaterra, onde desenvolveu com grande êxito sua faceta como retratista. Seu retorno repentino a Paris, em 1742, por motivos de saúde, encerrou sua trajetória como pintor da aristocracia inglesa, falecendo em 1745.
Três de seus filhos seguiram com sucesso a profissão paterna: Louis-Michel van Loo (1707-1771), Charles-Amédée-Philippe van Loo (1719-1795) e François van Loo (1708–1732). Uma de suas discípulas foi Françoise Duparc, pintora de origem hispano-francesa, que o teve como mestre durante sua estadia na Inglaterra.

## Obras selecionadas

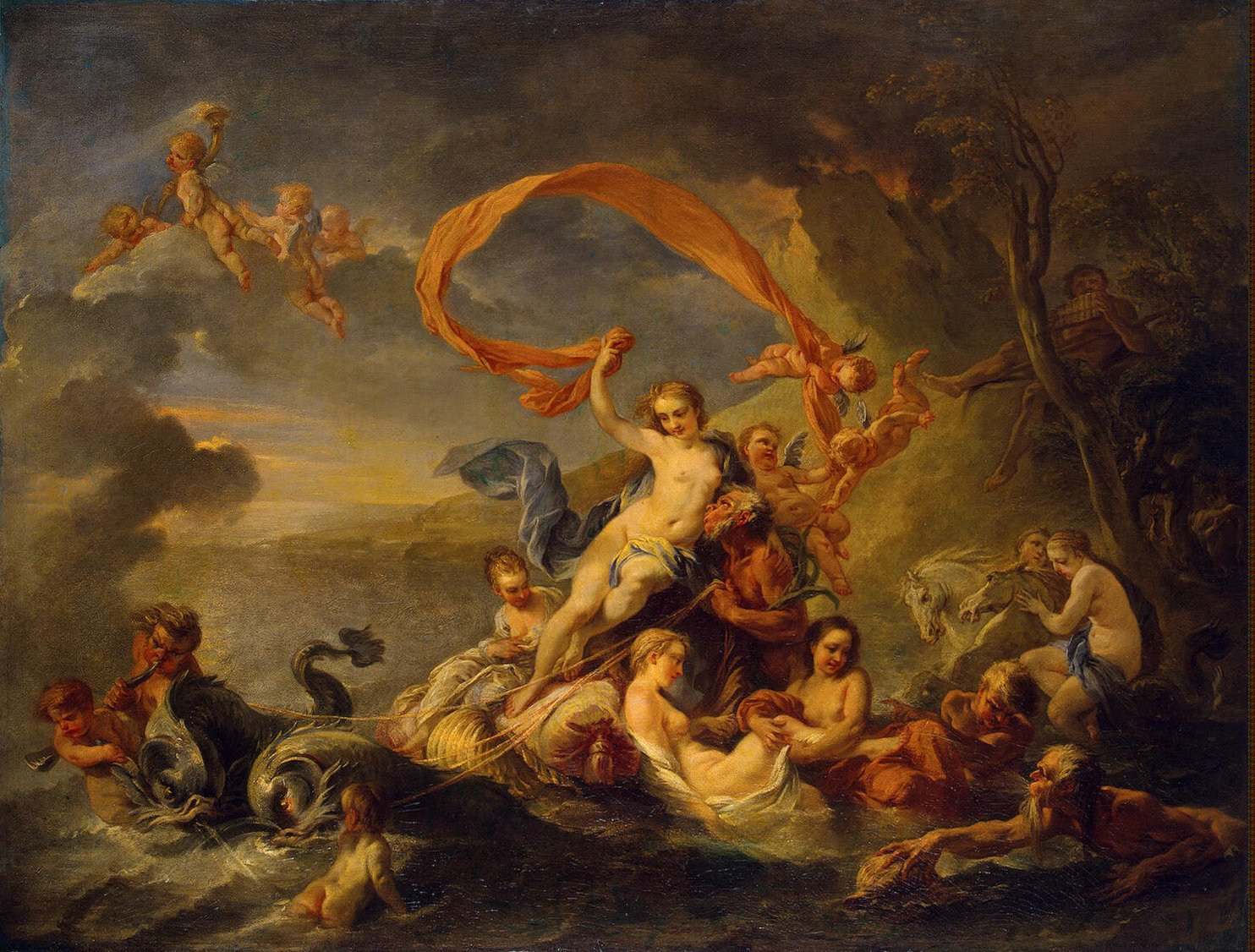
O Triunfo de Galateia, 1720 (Museu Hermitage).
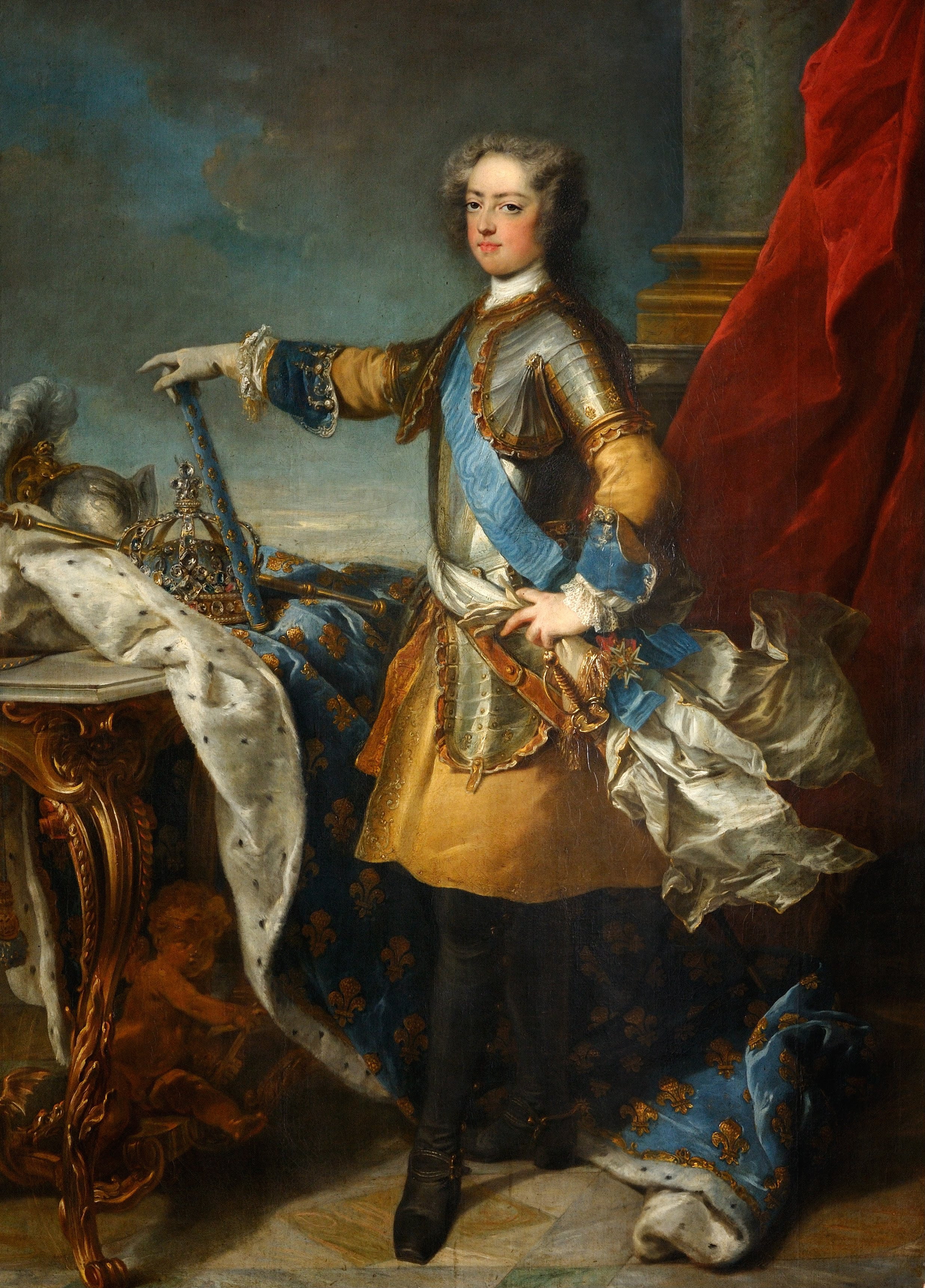
Luís XV, Rei de França e Navarra, c. 1723 (Palácio de Versalhes).
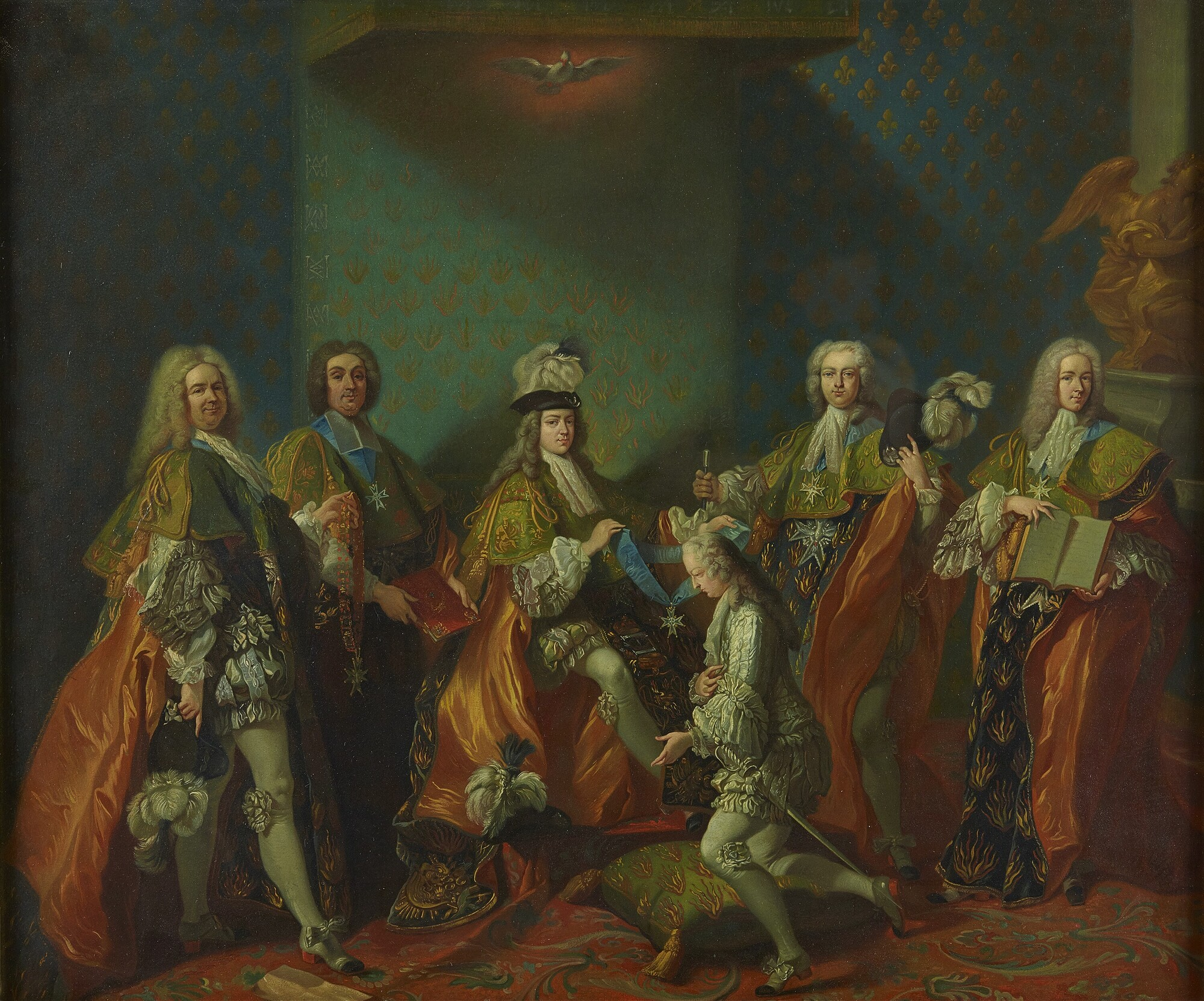
Luís XV conferindo a Ordem do Espírito Santo ao Conde de Clermont, 1730 (Palácio de Versalhes).
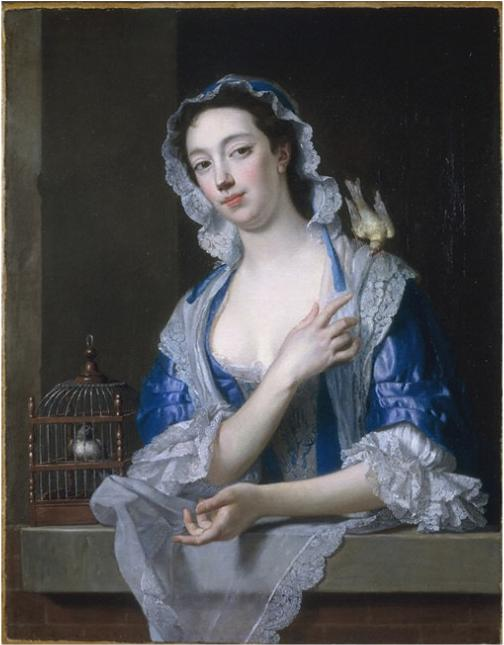
Margaret ('Peg') Woffington, Atriz, c. 1738 (Victoria & Albert Museum).